# 语言中枢

大腦的語言區域圖示。角回用橙色表示，缘上回用黃色表示，布洛卡區用藍色表示，韋尼克區用綠色表示，初級聽覺皮質用粉紅色表示。

語言中樞（英文：Language center）在神經科學和心理學中是对大腦特定區域的統稱，該區域在語音處理和產生中具有特定的功能。語言是一個核心系統，它賦予人類解決難題的能力，並為他們提供了獨特的社交互動類型。語言允許個人將一個象徵（例如單詞或符號）歸因於特定概念，並通過遵循正確語法規則的句子和短語來表達它們。而且，語音是口頭表達語言的機制。
資訊在包括語言相關區域的更大系統中交換。這些區域通過白質的神经纖維束連接，這使得區域之間的信息傳輸成為可能。在提出有可能在多個語言中心之間建立聯繫之後，人們認為白質纖維束對語言的產生很重要。涉及語言產生和處理的三個古典語言區域是布洛卡區、韋尼克區以及角回，其中前二者通过弓状束相连。

## 布若卡氏区
法國神經學家、人類學家保罗·布罗卡於1861年首次提出布若卡氏区在語音功能中發揮作用。該發現的基礎是分析由位於下額迴的大腦區域受傷引起的語言問題。保罗·布罗卡的一名病人叫萊博恩（Leborgne），說話時只能說“tan”一詞。保羅·布羅卡與另一位類似的障礙患者一起工作後，得出結論，額下迴的損傷影響了發音語言。